# Imionki (przystanek kolejowy)
Imionki – zlikwidowany po 1945 rokuprzystanek osobowy w Imionkach PKP, w gminie Olecko, w powiecie oleckim, w województwie warmińsko-mazurskim, w Polsce. Został zbudowany w 1915 roku przez niemieckich Saperów kolejowych razem z linią z Olecka do Suwałk. Zachował się budynek dworcowy.